# Joseph Nchendia Asonganyi
Joseph Nchendia Asonganyi (n. 1945 ) es un botánico camerunés,ref>http://kiki.huh.harvard.edu/databases/botanist_search.php?mode=details&id=30854</ref> que desarrolla sus actividades científicas en la "Unidad Forestal", del Herbario Nacional Yaundé, Camerún.

## Algunas publicaciones
- 1998. A report on the vegetation survey of Ijim mountain forest. Con Simon Tame. Herbier National Yaounde. 10 pp.

- La abreviatura «Asong.» se emplea para indicar a Joseph Nchendia Asonganyi como autoridad en la descripción y clasificación científica de los vegetales.[1]